# 増島宏
増島宏（ますじま こう、1924年3月31日- ）は、日本の政治学者。元法政大学教授。
埼玉県生まれ。東京大学法学部政治学科卒。法政大学社会学部助教授、教授。1994年定年退職。門下に高橋彦博。

## 著書
- 『現代政治と大衆運動』青木書店, 1966
- 『現代日本の政党と政治』大月書店, 1966

### 共編著
- 『無産政党の研究 戦前日本の社会民主主義』高橋彦博,大野節子共著. 法政大学出版局, 1969
- 『自由民主党』編著 (新日本新書) 新日本出版社, 1974
- 『日本の統一戦線 革新統一への歴史と論理』編. 大月書店, 1978.6
- 『現代日本の議会と政党』高橋彦博共編. 学習の友社, 1980.5
- 『現代日本の思想構造』編 (現代日本の構造選書)法律文化社, 1982.2

翻訳
- G.D.H.コール『チャーティストたちの肖像』古賀秀男,岡本充弘共訳 (りぶらりあ選書) 法政大学出版局, 1994.4

## 論文
- ＜増島宏